# ソディ線

ソディ線、 外(第一)ソディ点、内(第二)ソディ点, ジェルゴンヌ点、内心 ,内(第二)ソディ円、外(第一)ソディ点, フレッチャー点、ド・ロンシャン点 、オイラー線 、ジェルゴンヌ線

ソディ線（そでぃせん、英:Soddy line）とは、二つのソディ円の中心を結ぶ直線である。フレデリック・ソディが1936年にネイチャーで、ソディ円のような2円に接する円におけるデカルトの定理の特別な場合の証明として発表した。

## 性質
ソディ線は、オイラー線とはド・ロンシャン点で交わり、ジェルゴンヌ線とはフレッチャー点（Fletcher point）で交わる。また、ソディ線とジェルゴンヌ線は直交する。フレッチャー点の三線座標は以下の式で与えられる。
{\displaystyle f(A,B,C):f(B,C,A):f(C,A,B)}
ただし
{\displaystyle f(A,B,C)=(\sec ^{2}{\frac {A}{2}})(2\cos ^{2}{\frac {A}{2}}-\cos ^{2}{\frac {B}{2}}-\cos ^{2}{\frac {C}{2}})}
ソディ線、オイラー線、ジェルゴンヌ線から成る三角形はオイラー・ジェルゴンヌ・ソディ三角形（Euler-Gergonne-Soddy triangle）と言う。特にオイラー線とジェルゴンヌ線の交点はエヴァンズ点（Evans point）と呼ばれ、オイラー・ジェルゴンヌ・ソディ三角形はド・ロンシャン点、フレッチャー点、エヴァンズ点から成る。
ソディ線は以下の点を通る。
- 内心X1
- ジェルゴンヌ点X7
- ド・ロンシャン点X20
- ソディ点X175,X176
- エプシュタイン点X481,X482
- ロンゲ・ヒギンズ点X962
- フレッチャー点X1323
- リグビー点X1371,X1372
- グリフィス点X1373,X1374

## Central line
ソディ線はX(657)のCentral lineであり、三線座標α: β: γを用いて以下の式で表される。
{\displaystyle {\frac {\gamma -\beta }{(-a+b+c)a}}+{\frac {\alpha -\gamma }{(a-b+c)b}}+{\frac {\beta -\alpha }{(a+b-c)c}}=0}

## GEOS円

GEOS円(全体)

GEOS円

ソディ線とオイラー線の交点であるド・ロンシャン点、オイラー線と垂軸の交点であるX(468)、垂軸とジェルゴンヌ線の交点であるX(650)、ジェルゴンヌ線とソディ線の交点であるフレッチャー点は共円である。この円をGEOS円と言う。名称は4線の頭文字をとったものである。GEOS円とオイラー・ジェルゴンヌ・ソディ三角形の外接円（オイラー・ジェルゴンヌ・ソディ円）の根軸はソディ線である。
垂軸とオイラー線は直交することから、GEOS円の中心X(8142)は、X(650)とド・ロンシャン点の中点にあたり、その三線座標はコンウェイの記法を用いて以下の式で与えられる。
{\displaystyle {\frac {a^{2}S_{A}-S_{B}S_{C}}{S^{2}}}-{\frac {as_{a}}{(a-b)(a-c)}}:{\frac {b^{2}S_{B}-S_{C}S_{A}}{S^{2}}}-{\frac {bs_{b}}{(b-c)(b-a)}}:{\frac {c^{2}S_{C}-S_{A}S_{B}}{S^{2}}}-{\frac {cs_{c}}{(c-a)(c-b)}}}
ここでsa,sb,scはそれぞれ半周長をsとしてs-a,s-b,s-cである。これらのことから、ド・ロンシャン点、エヴァンズ点、X(650)、ソディ線と垂軸の交点X(3012)は垂心系を成す。